# Oreophrynella
Oreophrynella – południowoamerykański rodzaj płazów bezogonowych z rodziny ropuchowatych (Bufonidae).

## Zasięg występowania
Rodzaj obejmuje gatunki występujące na stoliwach górskich (hiszp. tepui) w południowo-środkowej Wenezueli oraz na przyległych terenach Gujany.

## Systematyka

### Etymologia
- Oreophryne: gr. ορος oros, ορεος oreos „góra”[6]; φρυνη phrunē, φρυνης phrunēs „ropucha”[7].
- Oreophrynella: zdrobnienie nazwy rodzaju Oreophryne Boulenger, 1895[3]. Nazwa zastępcza dla Oreophryne Boulenger, 1895 (nazwa zajęta przez Oreophryne Boettger, 1895 (Microhylidae)).

### Podział systematyczny
Do rodzaju należą następujące gatunki:
- Oreophrynella cryptica Señaris, 1995
- Oreophrynella huberi Diego-Aransay & Gorzula, 1990
- Oreophrynella macconnelli Boulenger, 1900
- Oreophrynella nigra Señaris, Ayarzagüena & Gorzula, 1994
- Oreophrynella quelchii (Boulenger, 1895)
- Oreophrynella seegobini Kok, 2009
- Oreophrynella vasquezi Señaris, Ayarzagüena & Gorzula, 1994
- Oreophrynella weiassipuensis Señaris, DoNascimiento & Villarreal, 2005